# Leoš Svárovský
Leoš Svárovský (Jablonec nad Nisou, 17. svibnja 1961. - ) je češki flautist, dirigent i glazbeni pedagog.

## Životopis
Nakon završene osnovne glazbene škole, upisuje se na Praški konzervatorij na smjer flaute. Nakon šest godina obrazovanja na konzervatoriju, upisuje se na Glazbenu akademiju u Pragu. Diplomiravši na smjeru flaute 1981., upisuje smjer dirigenta na Akademiji. Iako je dirigiranje diplomirao 1987., već 1985. započeo je svoju dirigentsku karijeru. Prvo je radio kao pomoćnik umjetničkog voditelja opere Zdenek Košlera u Češkom narodnom kazalištu u Pragu te kao dirigent komorne opere u Pragu. Kasnije postaje dirigent Brnske filharmonije i Slovačkog simfonijskog orkestra u Žilini. Trenutno je dirigent i voditelj Brnske filharmonije i umjetnički voditelj Državne opere u Pragu. Snimio je desetak CD-ova s vježbama iz dirigiranja, koje je izdala diskografska kuća Supraphon. Profesor je na smjeru dirigiranja na Glazbenoj akademiji u Pragu.

## Vanjske poveznice
- (češ.) Životopis - Češki glazbeni rječnik osoba i institucija  Arhivirana inačica izvorne stranice od 10. veljače 2013. (Wayback Machine)